# Xã Lake, Quận Aurora, South Dakota
Xã Lake (tiếng Anh: Lake Township) là một xã thuộc quận Aurora, tiểu bang Nam Dakota, Hoa Kỳ. Năm 2010, dân số của xã này là 49 người.